# Manuel Solís (strzelec)
Manuel de Jesús Solís Andoaga (ur. 24 grudnia 1889 w Álamos, zm. 2 stycznia 1984 w Miguel Hidalgo) – meksykański strzelec, olimpijczyk. 
Startował na igrzyskach olimpijskich w 1924 roku (Paryż). Wystąpił w dwóch konkurencjach. Wyższe, bo 18. miejsce, zajął w strzelaniu z pistoletu szybkostrzelnego z odległości 25 m. W drugiej konkurencji był na 64. miejscu.
Był najstarszym reprezentantem Meksyku na igrzyskach w Paryżu (miał wówczas 35 lat).

## Wyniki olimpijskie
| Igrzyska | Konkurencja                            | Wynik      | Miejsce    | Źródło |
| -------- | -------------------------------------- | ---------- | ---------- | ------ |
| IO 1924  | Pistolet szybkostrzelny, 25 metrów     | 17 punktów | 18 (na 55) | [ 3 ]  |
| IO 1924  | Karabin małokalibrowy leżąc, 50 metrów | 353 punkty | 64 (na 66) | [ 4 ]  |